# همراهلو
همراهلو هي قرية في مقاطعة خدا أفرين، إيران. عدد سكان هذه القرية هو 70 في سنة 2006.